# Stevns Kommune
Stevns Kommune ist eine dänische Kommune in der Region Sjælland, die im Zuge der jüngsten Kommunalreform 2007 aus dem Zusammenschluss der Kommunen Stevns im Storstrøms Amt und Vallø im Roskilde Amt entstand. Sie liegt südlich von Kopenhagen auf der dänischen Hauptinsel Seeland und umfasst den größten Teil der Halbinsel Stevns. Sitz der Verwaltung ist in Store Heddinge.
Stevns Kommune besitzt eine Gesamtbevölkerung von 23.692 Einwohnern (Stand 1. Januar 2023).

## Kirchspielsgemeinden und Ortschaften in der Kommune
Auf dem Gemeindegebiet mit einer Fläche von 250,10 km² liegen die folgenden Kirchspielsgemeinden (dän.: Sogn) und Ortschaften mit über 200 Einwohnern (byer nach Definition der dänischen Statistikbehörde), bei einer eingetragenen Einwohnerzahl von Null hatte der Ort in der Vergangenheit mehr als 200 Einwohner:
| Nr. | Kirchspiel          | Einwohner | Ortschaft                                  | Einwohner   |
| --- | ------------------- | --------- | ------------------------------------------ | ----------- |
| 04  | Endeslev Sogn       | 512       |                                            |             |
| 13  | Frøslev Sogn        | 318       |                                            |             |
| 15  | Havnelev Sogn       | 1.490     | Boestofte Rødvig                           | 236 1.898   |
| 11  | Hellested Sogn      | 1.128     | Hellested                                  | 587         |
| 05  | Himlingøje Sogn     | 305       |                                            |             |
| 10  | Holtug Sogn         | 580       | Holtug                                     | 249         |
| 17  | Højerup Sogn        | 230       |                                            |             |
| 07  | Hårlev Sogn         | 3.291     | Hårlev                                     | 2.894       |
| 16  | Lille Heddinge Sogn | 1.100     |                                            |             |
| 14  | Lyderslev Sogn      | 670       | Lyderslev                                  | 326         |
| 09  | Magleby Stevns Sogn | 1.281     | Klippinge Magleby                          | 496 317     |
| 12  | Store Heddinge Sogn | 4.740     | Sigerslev Store Heddinge                   | < 200 3.649 |
| 02  | Strøby Sogn         | 6.236     | Strøby Strøby Egede                        | 705 4.984   |
| 06  | Tårnby Sogn         | 287       |                                            |             |
| 01  | Valløby Sogn        | 1.015     | Valløby Vedskølle (Teil mehrerer Kommunen) | 753 3       |
| 08  | Varpelev Sogn       | 255       |                                            |             |
| 03  | Vråby Sogn          | 293       |                                            |             |

1. 1 2 3  Der Hauptteil der Ortschaft Rødvig liegt auf dem Gebiet des Havnelev Sogn, der andere Teil auf dem Gebiet des Lille Heddinge Sogn.
2. ↑  Ein kleiner Teil des Kirchspiels Hårlev Sogn liegt auf dem Gebiet der Faxe Kommune.
3. ↑  Die Einwohnerzahl von Sigerslev lag 2015 erstmals unter 200.
4. ↑  Die Ortschaft Vedskølle liegt bis auf einen kleinen Teil auf dem Gebiet der Køge Kommune.

## Sehenswürdigkeiten

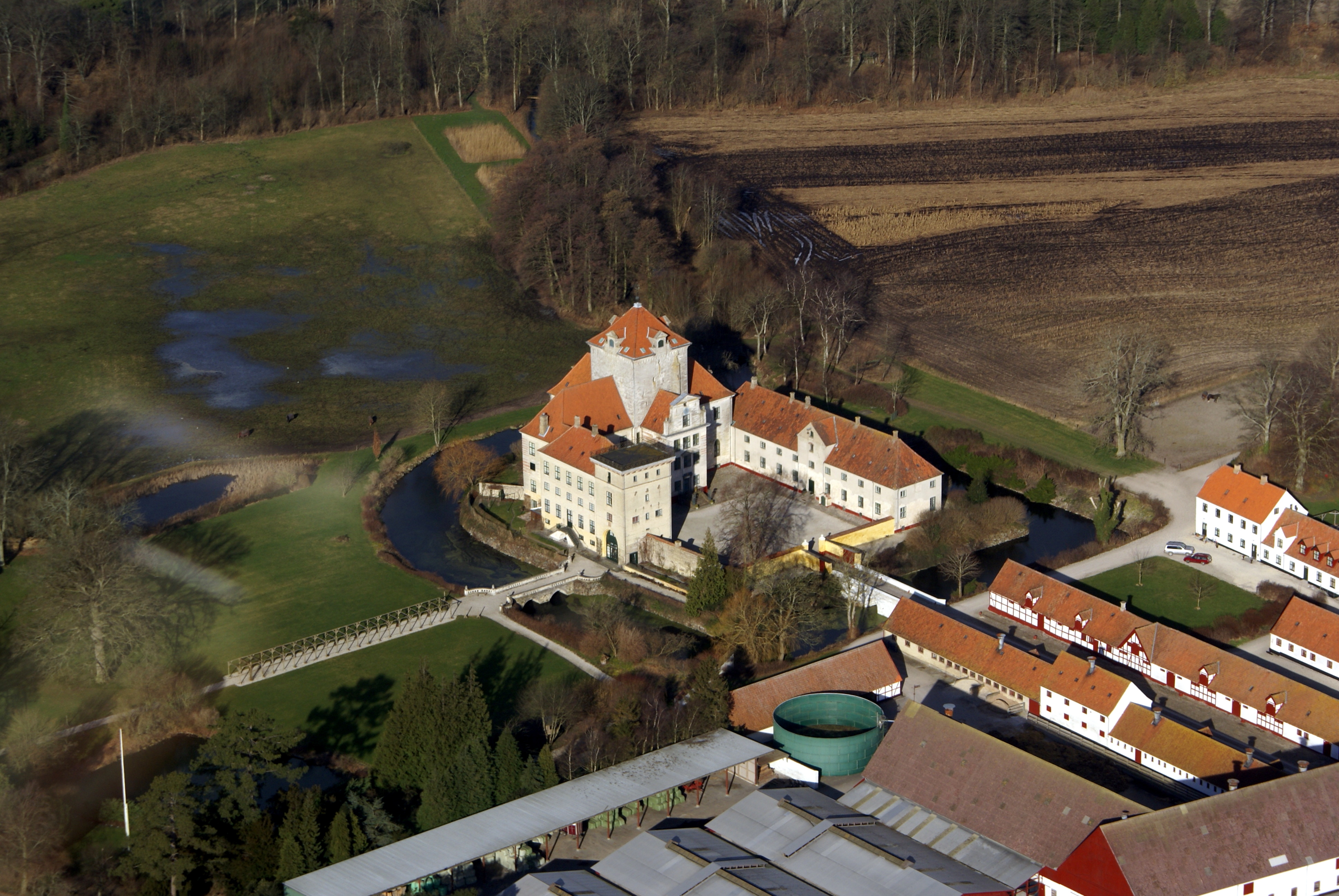
Schloss Gøjorslev

- Schloss Gjorslev
- Schloss Vallø
- Stevns Klint

## Partnerstädte
Die Stevns Kommune unterhält folgende Städtepartnerschaften:
- Finnland: Laukaa
- Norwegen: Modum
- Schweden: Östra Göinge